# برون قشلاق عليا
برون قشلاق عليا (بالإنجليزية: Borun Qeshlaq-e Olya)‏ هي منطقة سكنية تقع في قسم انغوت الشرقي الريفي في إيران. يقدر عدد سكانها بـ 21 نسمة .